# FDP-Bundesparteitag 1982

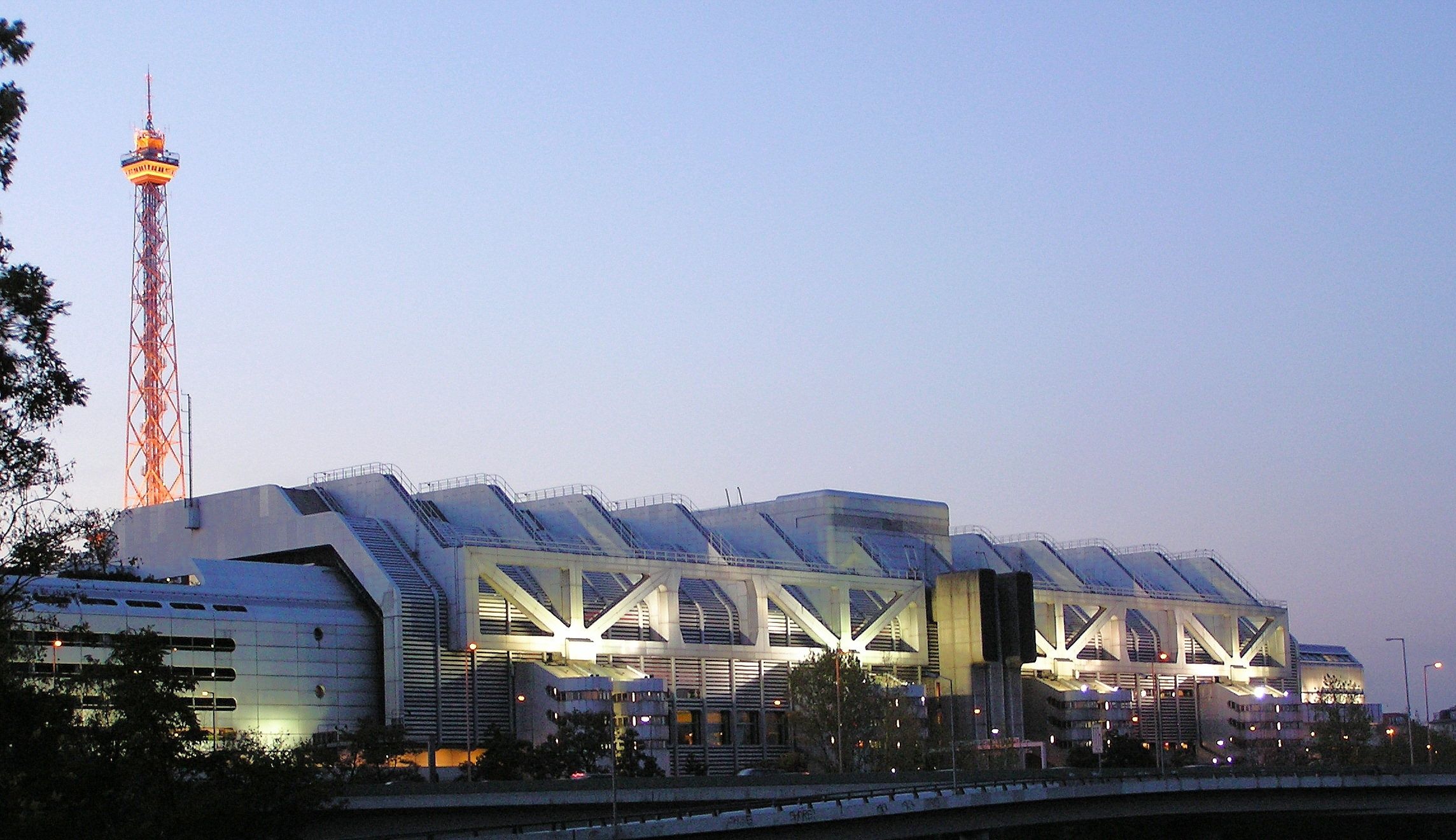
Internationales Congress Centrum und Funkturm

Den Bundesparteitag der FDP 1982 hielt die FDP vom 5. bis 7. November 1982 im Internationalen Congress-Centrum (ICC) in West-Berlin ab. Es handelte sich um den 33. ordentlichen Bundesparteitag der FDP in der Bundesrepublik Deutschland.

## Planung
Der Parteitag fand fünf Wochen nach der „Wende“ und dem Ende der sozial-liberalen Koalition unter Bundeskanzler Helmut Schmidt sowie der Bildung der ersten Bundesregierung unter Helmut Kohl statt. Aufgrund der notwendigen Terminierung im ICC war der Termin per Umlaufbeschluss des Bundesvorstandes bereits zwischen dem 29. August und dem 15. September 1979 festgelegt worden.

## Beschlüsse
Der Parteitag verabschiedete ein Papier „Wir wollen Europa – jetzt!“ sowie Thesen zum Strafvollzug. Er fasste Beschlüsse zum Genscher-Colombo-Plan einer „Europäischen Akte“, zum Berliner Manifest der Liberalen, zur Jugendarbeit und zum Koalitionswechsel von der SPD zur CDU/CSU.

## Bundesvorstand
Auf dem Parteitag trat Uwe Ronneburger bei der Wahl des Bundesvorsitzenden als Gegenkandidat von Hans-Dietrich Genscher an und unterlag mit 169 zu 222 Stimmen. Zur neuen Generalsekretärin wurde Irmgard Adam-Schwaetzer gewählt.
Dem Bundesvorstand gehörten nach der Neuwahl 1982 an:
| Position                                  | Name | Wahlergebnis (Abg. // Ja // Nein // Enh // Ung.) |
| ----------------------------------------- | --- | ------------------------------------------------ |
| Vorsitzender                              | Hans-Dietrich Genscher |                                                  |
| Stellvertretender Vorsitzender            | Wolfgang Mischnick |                                                  |
| Stellvertretender Vorsitzender            | Jürgen Morlok |                                                  |
| Stellvertretender Vorsitzender            | Gerhart Baum |                                                  |
| Schatzmeister                             | Richard Wurbs |                                                  |
| Beisitzer im Präsidium                    | Horst-Jürgen Lahmann |                                                  |
| Beisitzer im Präsidium                    | Otto Graf Lambsdorff |                                                  |
| Beisitzer im Präsidium                    | Werner Klumpp |                                                  |
| Generalsekretärin                         | Irmgard Adam-Schwaetzer |                                                  |
| Mitglieder per Amt                        | Martin Bangemann, Hans-Günter Hoppe |                                                  |
| Ehrenvorsitzender                         | Walter Scheel |                                                  |
| 1. Abteilung, Beisitzer im Bundesvorstand | Uwe Ronneburger, Burkhard Hirsch, Hinrich Enderlein, Heinrich Jürgens, Manfred Brunner, Walter Rasch, Hans-Günther Heinz, Ekkehard Gries, Klaus Brunnstein, Hans-Joachim Otto, Walter Henn, Manfred Richter      |                                                  |
| 2. Abteilung, Beisitzer im Bundesvorstand | Lieselotte Funcke, Ursel Redepenning, Andreas von Schoeler, Wolf-Dieter Zumpfort, Rolf Bialas, Martin Grüner, Detlef Kleinert, Karl-Hans Laermann, Walter Hirche, Wolfgang Lüder, Jürgen Möllemann, Georg Gallus |                                                  |
| § 20 Abs. 1 Nr. 3 der Satzung             | Josef Ertl, (Bundesminister), Hans A. Engelhard, (Bundesminister) |                                                  |

## Finanzen
Die Rechnungsprüfer berichteten über die Geschäftsjahre 1980 und 1981.
- 1980
  - Einnahmen: 13,83 Mio. DM
  - Ausgaben: 19,07 Mio. DM, davon Personal (1,36 Mio.), Sachmittel (1,11 Mio.), Programm/Veranstaltungen (16,6 Mio.)
- 1981
  - Ausgaben: 6,62 Mio. DM, davon Personal (1,34 Mio.), Sachmittel (0,75 Mio.), Programm/Veranstaltungen (4,53 Mio.)

## Sonstiges

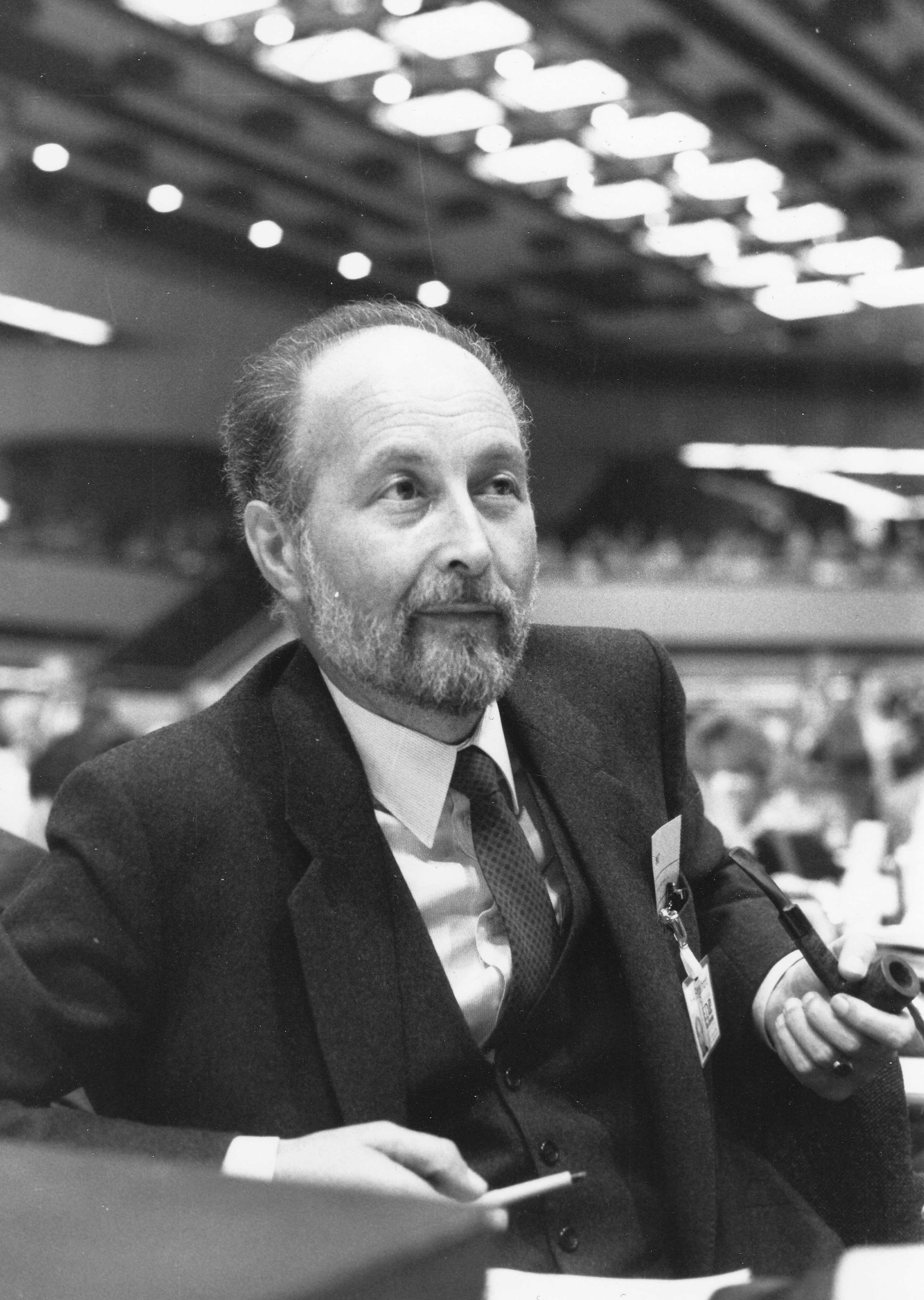
Bundesjustizminister Hans Engelhard auf dem Bundesparteitag in Berlin

Im Vorfeld hatten die Landesverbände Berlin, Bremen, Hamburg und Schleswig-Holstein einen außerordentlichen Bundesparteitag beantragt, der am 16. Oktober 1982 in Düsseldorf stattfinden sollte. Dieser wurde nach Rückzug der Anträge am 4. Oktober 1982 abgesagt.
Zur Presseberichterstattung hatten sich zu diesem Parteitag mehr als 500 Vertreter angemeldet.
Zu Beginn des Parteitags sprach der Regierende Bürgermeister von Berlin Richard von Weizsäcker (CDU) ein Grußwort zu den Delegierten.
Aufgrund des damaligen ZDF-Staatsvertrages wurde der FDP-Vertreter im ZDF-Fernsehrat von den Delegierten gewählt. Unter dem Tagesordnungspunkt „Wahlen ZDF-Fernsehrat“ wurde die neue Generalsekretärin Irmgard Schwaetzer gewählt.
Von dem Bundesparteitag wurde ein stenografisches Wortprotokoll erstellt. Dazu wurden insgesamt elf Stenografen beschäftigt.
Insgesamt tagte der Parteitag über dreißig Stunden. Im Einzelnen:
- 5. November 10:00 – 23:32 (13:32)
- 6. November 9:15 – 21:18 (12:03)
- 7. November 9:00 – 13:30 (4:30)

Während des Parteitages erklärten mehrere Delegierte (u. a. Ingrid Matthäus-Maier, Michael Staak, Renate Besser, Gerd Frickenhelm und Roland Appel) ihren Austritt aus der Partei.

## Dokumente

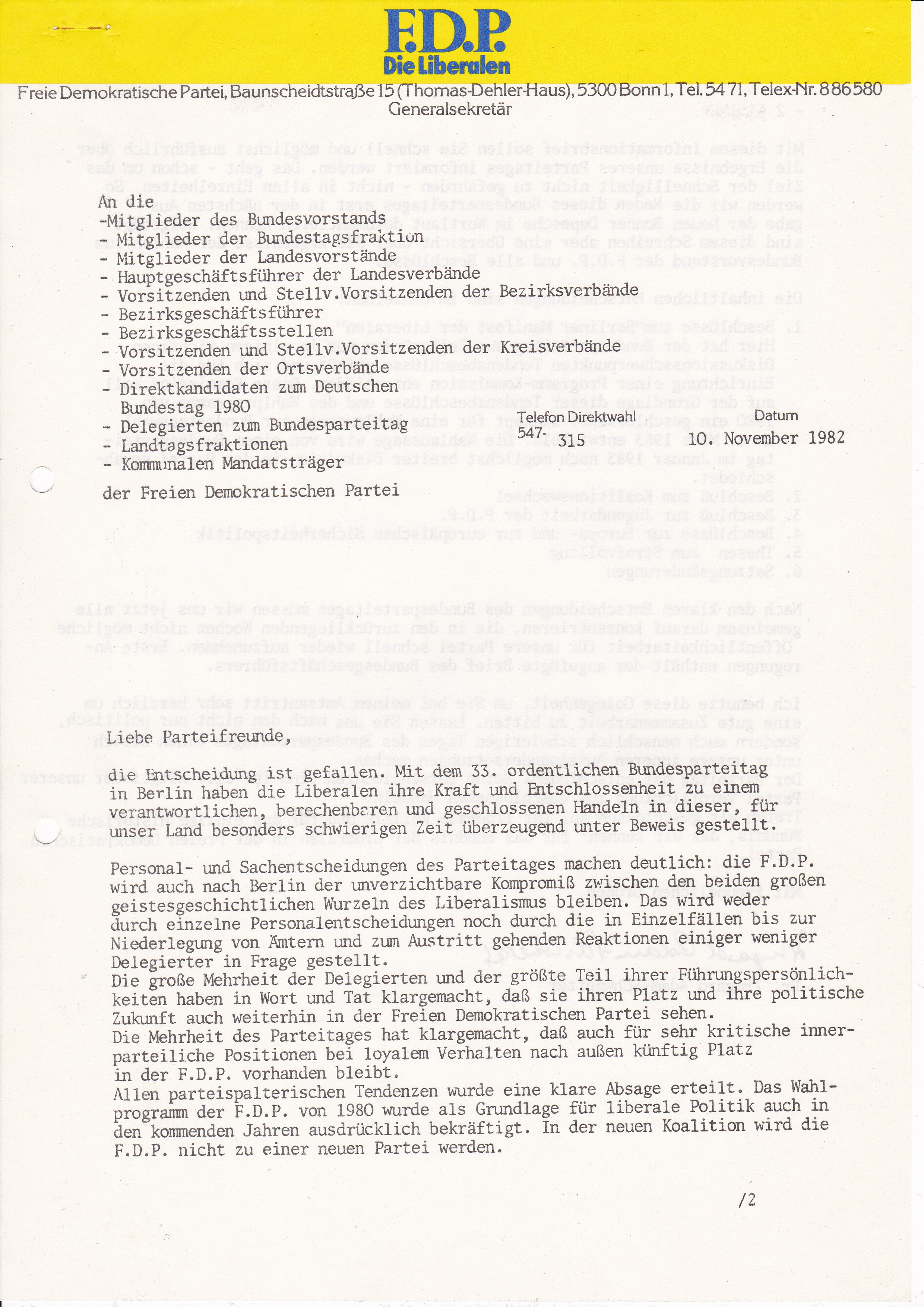
Brief der Generalsekretärin nach dem Parteitag (Seite 1)
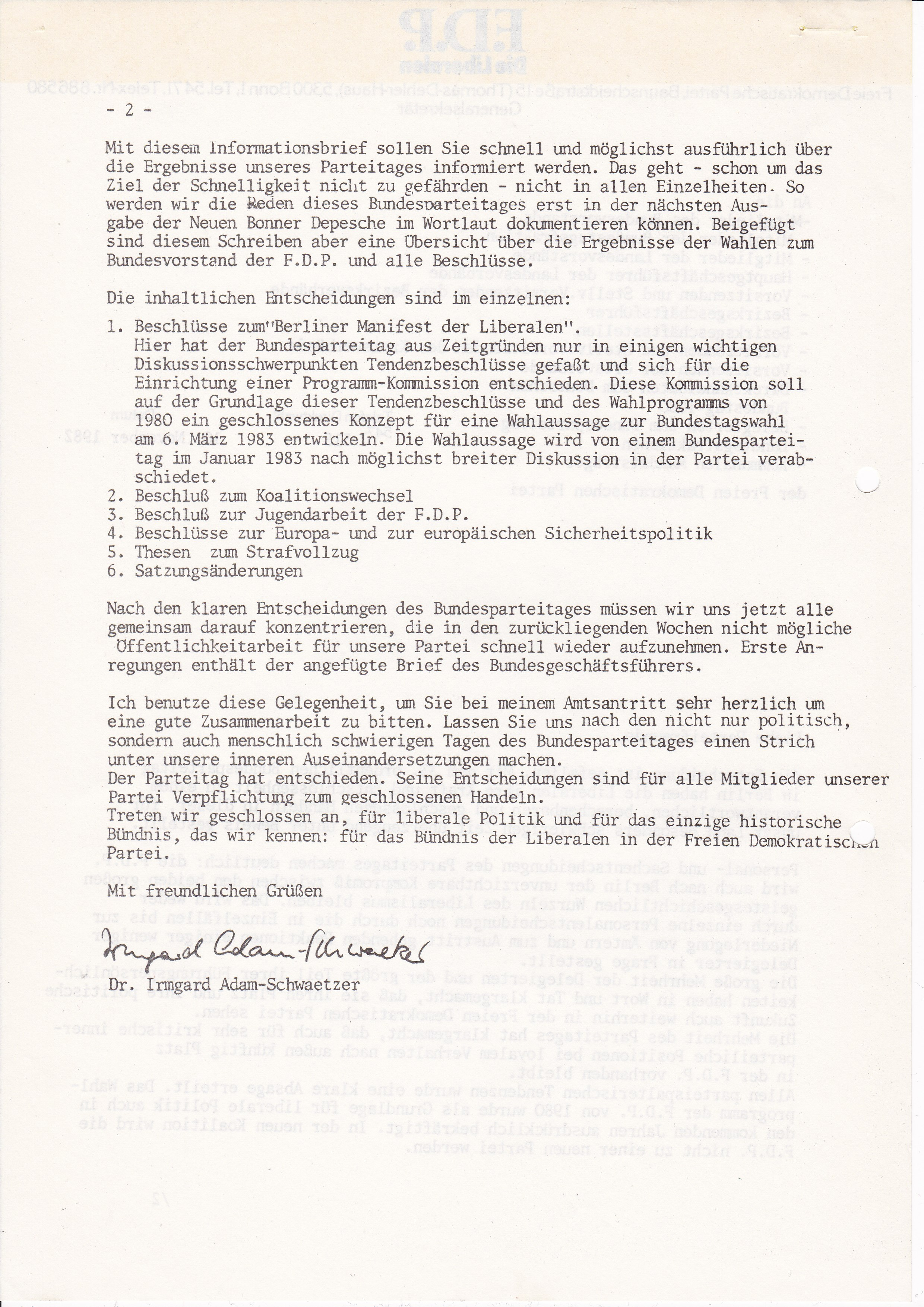
Brief der Generalsekretärin nach dem Parteitag (Seite 2)
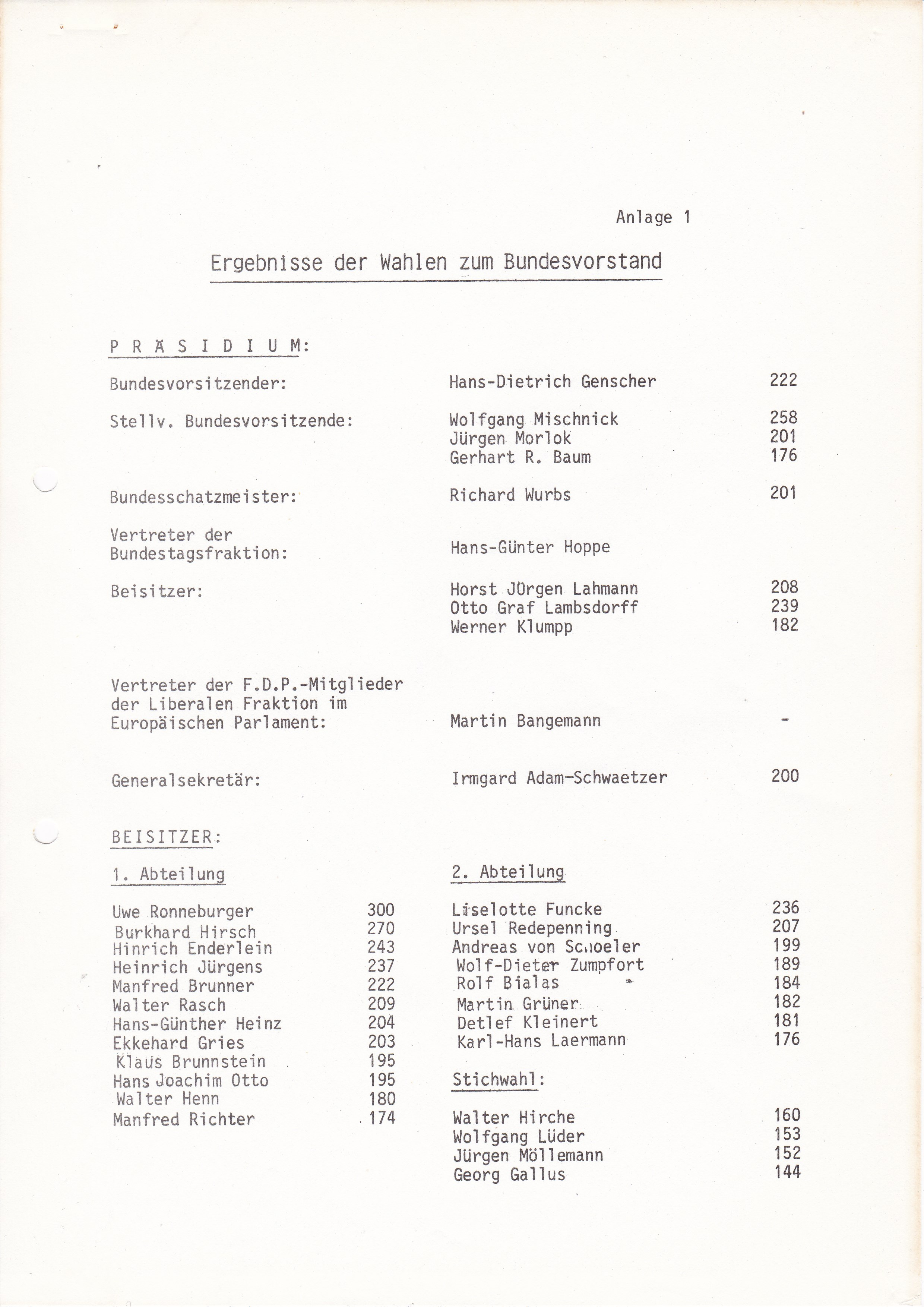
Wahlergebnisse des Bundesvorstandes
- Beschlussübersicht